# توم دين
توم دين (مواليد 2 مايو 2000) هو سباح بريطاني، حصل على الميدالية الذهبية في سباق 200 متر حرة في أولمبياد 2020.